# La finta semplice
La finta semplice (tiếng Việt: Cô gái giả ngây) là vở opera hài 3 màn của nhà soạn nhạc thiên tài người Áo Wolfgang Amadeus Mozart. Người viết lời cho vở opera này là Carlo Goldoni. Tác phẩm được sáng tác vào năm 1769 và trình diễn lần đầu tiên ngay tại quê nhà của Mozart là Salzburg vào năm ấy. Khi ấy, ông mới có 13 tuổi.